# FIFA-klubvilágbajnokság
Ez a szócikk egy jelenlegi tornáról szól, amely magába foglalja az összes kontinens klubbajnokát. A trófeához, amelyet Klubvilágbajnokságnak hívtak 1960-2004-ig, lásd az Interkontinentális kupa cikket.
A FIFA-klubvilágbajnokság labdarúgó rendezvény hat kontinens szövetségeinek klubjai között. Európából 12, Dél-Amerikából hat, Ázsiából, Afrikából és Észak-Amerikából négy-négy, Óceániából és a házigazda országból egy-egy csapat vesz részt.
Az első versenyt 2000 januárjában tartották meg Brazíliában. A FIFA szándéka az volt, hogy az Interkontinentális kupa (ismert még Toyota Kupaként is) helyébe lépjen a rendezvény, melyet Japánban, Tokióban rendeztek meg minden évben az európai és dél-amerikai bajnok részvételével. A kvalifikációs rendszer nem volt teljesen egyértelmű: bizonyos csapatok 1998-as, míg mások 1999-es eredmények jogán vehettek részt.
A torna nem volt népszerű Európában, de mindamellett a második kiírás helyszínének 2001-ben Spanyolországot jelölték meg 12 csapat részvételével. Ezt a kiírást törölték a FIFA marketingpartnerének, az ISL-nek az összeomlása miatt. Az esemény 2003-ban tervezték megtartani, de ez sikertelenül ért véget. A FIFA végül egyeztetett a csapatokkal és a Toyota Kupával, majd összevonta a két eseményt, az első klubvilágbajnokságot Japánban rendezték meg 2005. december 18-án.
2025-től 32 csapat szerepel a klubvilágbajnokságon és négy évente kerül megrendezésre. Az első klubvilágbajnokság az új rendszerben az Egyesült Államokban került megrendezésre.

## Tornák
- A döntőkhöz, amely tartalmazza mind az Interkontinentális kupát és a FIFA klub-világbajnokságot is, lásd a  Az Interkontinentális kupa és a FIFA-klubvilágbajnokság statisztikái; minden nyertes világbajnok.[2][3]

| Év   | Rendező                 | Döntő             | Döntő            | Döntő               | Bronzmérkőzés      | Bronzmérkőzés    | Bronzmérkőzés          |
| Év   | Rendező                 | Győztes           | Eredmény         | Ezüstérmes          | Bronzérmes         | Eredmény         | 4. helyezett           |
| ---- | ----------------------- | ----------------- | ---------------- | ------------------- | ------------------ | ---------------- | ---------------------- |
| 2000 | Brazília                | Corinthians       | 0 – 0 (t. 4 – 3) | Vasco da Gama       | Necaxa             | 1 – 1 (t. 4 – 3) | Real Madrid            |
| 2005 | Japán                   | São Paulo         | 1 – 0            | Liverpool FC        | Saprissa           | 3 – 2            | el-Áttihád             |
| 2006 | Japán                   | Internacional     | 1 – 0            | Barcelona           | el-Ahlí            | 2 – 1            | América                |
| 2007 | Japán                   | AC Milan          | 4 – 2            | Boca Juniors        | Urava Red Diamonds | 2 – 2 (t. 4 – 2) | Étoile du Sahel        |
| 2008 | Japán                   | Manchester United | 1 – 0            | LDU Quito           | Gamba Oszaka       | 1 – 0            | Pachuca                |
| 2009 | Egyesült Arab Emírségek | Barcelona         | 2 – 1 (h.u.)     | Estudiantes         | Phohang Steelers   | 1 – 1 (t. 4 – 3) | Atlante                |
| 2010 | Egyesült Arab Emírségek | Internazionale    | 3 – 0            | TP Mazembe          | Internacional      | 4 – 2            | Szongnam Ilhva Cshonma |
| 2011 | Japán                   | Barcelona         | 4 – 0            | Santos              | Asz-Szadd          | 0 – 0 (t. 5 – 3) | Kasiva Reysol          |
| 2012 | Japán                   | Corinthians       | 1 – 0            | Chelsea FC          | CF Monterrey       | 2 – 0            | el-Ahlí                |
| 2013 | Marokkó                 | Bayern München    | 2 – 0            | Raja Casablanca     | Atlético Mineiro   | 3 – 2            | Kuangcsou Evergrande   |
| 2014 | Marokkó                 | Real Madrid       | 2 – 0            | San Lorenzo         | Auckland City      | 1 – 1 (t. 4 – 2) | Cruz Azul              |
| 2015 | Japán                   | Barcelona         | 3 – 0            | River Plate         | Sanfrecce Hirosima | 2 – 1            | Kuangcsou Evergrande   |
| 2016 | Japán                   | Real Madrid       | 4 – 2 (h.u.)     | Kasima Antlers      | Atlético Nacional  | 2 – 2 (t. 4 – 3) | Club América           |
| 2017 | Egyesült Arab Emírségek | Real Madrid       | 1 – 0            | Grêmio              | Pachuca            | 4 – 1            | Al-Dzsazira            |
| 2018 | Egyesült Arab Emírségek | Real Madrid       | 4 – 1            | El-Ajn              | River Plate        | 4 – 0            | Kasima Antlers         |
| 2019 | Katar                   | Liverpool         | 1–0 (h.u.)       | Flamengo            | Monterrey          | 2–2 (t. 4–3)     | El-Hilál               |
| 2020 | Katar                   | Bayern München    | 1–0              | Tigres              | el-Ahlí            | 0–0 (t. 3–2)     | Palmeiras              |
| 2021 | Egyesült Arab Emírségek | Chelsea FC        | 2–1 (h.u.)       | Palmeiras           | el-Ahlí            | 4–0              | El-Hilál               |
| 2022 | Marokkó                 | Real Madrid       | 5–3              | El-Hilál            | Flamengo           | 4–2              | el-Ahlí                |
| 2023 | Szaúd-Arábia            | Manchester City   | 4–0              | Fluminense          | el-Ahlí            | 4–2              | Urava Red Diamonds     |
| 2025 | Egyesült Államok        | Chelsea           | 3–0              | Paris Saint-Germain | nem rendeztek      | nem rendeztek    | nem rendeztek          |
| 2029 |                         |                   | –                |                     | nem rendeztek      | nem rendeztek    | nem rendeztek          |

## Díjak
| Év      | Aranylabda         | Legjobb fiatal játékos | Legjobb kapus          | Aranycipő                                                                     | Fair Play Díj      |
| ------- | ------------------ | ---------------------- | ---------------------- | ----------------------------------------------------------------------------- | ------------------ |
| 2025    | Cole Palmer        | Désiré Doué            | Robert Sánchez         | Gonzalo García (4) Ángel Di María (4) Serhou Guirassy (4) Marcos Leonardo (4) | Bayern München     |
| 2025-ig |                    |                        |                        |                                                                               |                    |
| Év      | Aranylabda         | Ezüstlabda             | Bronzlabda             | Aranycipő                                                                     | Fair Play Díj      |
| 2023    | Rodri              | Kyle Walker            | Jhon Arias             | Julián Álvarez (2) Karim Benzema (2) Alí Malúl (2)                            | El-Áttihád         |
| 2022    | Vinícius Júnior    | Federico Valverde      | Luciano Vietto         | Pedro (4)                                                                     | Real Madrid        |
| 2021    | Thiago Silva       | Dudu                   | Danilo                 | Abdoulay Diaby (2) Yasser Ibrahim (2) Romelu Lukaku (2) Raphael Veiga (2)     | Chelsea            |
| 2020    | Robert Lewandowski | André-Pierre Gignac    | Joshua Kimmich         | André-Pierre Gignac (3)                                                       | ed-Duhaíl          |
| 2019    | Mohamed Szaláh     | Bruno Henrique         | Carlos Eduardo         | Bagdád Búnzsáh (3) Hamdú el-Húni (3)                                          | Espérance de Tunis |
| 2018    | Gareth Bale        | Caio                   | Rafael Santos Borré    | Gareth Bale (3) Santos Borré (3)                                              | Real Madrid        |
| 2017    | Luka Modrić        | Cristiano Ronaldo      | Jonathan Urretaviscaya | Cristiano Ronaldo (2) Romarinho (2) Maurício Antônio (2)                      | Real Madrid        |
| 2016    | Cristiano Ronaldo  | Luka Modrić            | Sibaszaki Gaku         | Cristiano Ronaldo (4)                                                         | Kasima Antlers     |
| 2015    | Luis Suárez        | Lionel Messi           | Andrés Iniesta         | Luis Suárez (5)                                                               | Barcelona          |
| 2014    | Sergio Ramos       | Cristiano Ronaldo      | Ivan Vicelich          | Sergio Ramos (2) Gareth Bale (2) Gerardo Torrado (2)                          | Real Madrid        |
| 2013    | Franck Ribéry      | Philipp Lahm           | Mouhcine Iajour        | Ronaldinho (2) Darío Conca (2) César Delgado (2) Mouhcine Iajour (2)          | FC Bayern München  |
| 2012    | Cássio             | David Luiz             | José Paolo Guerrero    | César Delgado (3) Hisato Sato (3)                                             | CF Monterrey       |
| 2011    | Lionel Messi       | Xavi                   | Neymar                 | Lionel Messi (2) Adriano (2)                                                  | Barcelona          |
| 2010    | Samuel Eto’o       | Dioko Kaluyituka       | Andrés D’Alessandro    | Mauricio Molina (3)                                                           | Internazionale     |
| 2009    | Lionel Messi       | Juan Sebastián Verón   | Xavi                   | Denilson (4)                                                                  | Atlante            |
| 2008    | Wayne Rooney       | Cristiano Ronaldo      | Damián Manso           | Wayne Rooney (3)                                                              | Adelaide United FC |
| 2007    | Kaká               | Clarence Seedorf       | Rodrigo Palacio        | Washington (3)                                                                | Urava Red Diamonds |
| 2006    | Deco               | Iarley                 | Ronaldinho             | Mohamed Abútríka (3)                                                          | Barcelona          |
| 2005    | Rogério Ceni       | Steven Gerrard         | Cristian Bolaños       | Amoroso (2) Peter Crouch (2) Alvaro Saborio (2) Mohammed Noor (2)             | Liverpool          |
| 2000    | Edílson            | Edmundo                | Romário                | Romário (3) Nicolas Anelka (3)                                                | en-Naszr           |

## Statisztikák
Az alábbi statisztikák a 2000–2025 között megrendezett FIFA-klubvilágbajnokságok adatait tartalmazzák.

### Győzelmek csapatonként
A statisztikákhoz, amely tartalmazza mind a Interkontinentális kupát és a FIFA-klubvilágbajnokságot is, lásd Az Interkontinentális kupa és a FIFA-klubvilágbajnokság statisztikái lapon.
| Csapatok          | Kupák | Évek                           |
| ----------------- | ----- | ------------------------------ |
| Real Madrid       | 5     | (2014, 2016, 2017, 2018, 2022) |
| Barcelona         | 3     | (2009, 2011, 2015)             |
| Corinthians       | 2     | (2000, 2012)                   |
| Bayern München    | 2     | (2013, 2020)                   |
| Chelsea           | 2     | (2021, 2025)                   |
| São Paulo         | 1     | (2005)                         |
| Internacional     | 1     | (2006)                         |
| AC Milan          | 1     | (2007)                         |
| Manchester United | 1     | (2008)                         |
| Internazionale    | 1     | (2010)                         |
| Liverpool         | 1     | (2019)                         |
| Manchester City   | 1     | (2023)                         |

### Győzelmek országonként
| Ország        | Csapatok | Kupák | Évek                                             |
| ------------- | -------- | ----- | ------------------------------------------------ |
| Spanyolország | 2        | 8     | (2009, 2011, 2014, 2015, 2016, 2017, 2018, 2022) |
| Anglia        | 4        | 5     | (2008, 2019, 2021, 2023, 2025)                   |
| Brazília      | 3        | 4     | (2000, 2005, 2006, 2012)                         |
| Olaszország   | 2        | 2     | (2007, 2010)                                     |
| Németország   | 1        | 2     | (2013, 2020)                                     |

### Győzelmek szövetségenként
- UEFA 16 alkalommal
- CONMEBOL 4 alkalommal

## Külső hivatkozások
- A FIFA klub-világbajnokság hivatalos honlapja
- OleOle's LIVE Coverage of the FIFA Club World Cup 2006
- Sports Illustrated coverage of the FIFA World Club Championship